# 情報提供依頼書
情報提供依頼書（じょうほうていきょういらいしょ、request for information, RFI）とは、各種事業への参画能力についての情報を収集するための文書（事務手続）である。その書面には、事後の比較・検討を容易にするため、提出時に使用する定型文書が添付されるのが通例である。
情報提供依頼書は、主として、事業を次のステップに進めるための情報収集が必要な場合に用いられる。このため、事業の最終段階に用いられることは少なく、提案依頼書（request for proposal, RFP）、入札依頼書（request for tender, RFT）または見積依頼書（request for quotation, RFQ）とともに発出されることが多い。また、単に情報を収集するためだけではなく、事業を行う可能性のある企業に対し、その事業を行う契機を与え、戦略を策定させ、データベースを構築させて、提案依頼書、入札依頼書および見積依頼書に対応する準備を促進するために発出される場合も多い。
インターネットの普及に伴い、情報提供依頼書だけではなく、提案依頼書や見積依頼書についても、ウェブサイトでその一覧を公開する行政機関が多くなっている。企業は、それらのサイトに無料でアクセスし、一般的な要求事項や特定分野の製造または役務に関する要求事項を電子メールで送付してもらうことができる。サイトによっては、すべての手続きをオンラインで行い、情報の提供もスキャナーで読み取った文書やPDFファイルをサーバーにアップロードすることで行うことのできる場合もある。ただし、書面もしくはCDやDVD、またはフラッシュドライブを郵送しなければならない場合もある。